# Сан Дјониђи (Верона)
Сан Дјониђи је насеље у Италији у округу Верона, региону Венето.
Према процени из 2011. у насељу је живело 53 становника. Насеље се налази на надморској висини од 144 м.